# Prințul Baltasar Carlos, vânător
Prințul Baltasar Carlos, vânător este o pictură realizată în ulei pe pânză de către artistul spaniol Diego Velázquez în 1635, în care îl portretizează pe prințul Baltasar Carlos de Asturia. Pictura se află acum la Muzeul Prado din Madrid.

## Tema
Regele Filip al IV-lea i-a comandat lui Velázquez să picteze o serie de portrete pe tema vânătorii, toate urmând să împodobească loja de vânătoare care a fost construită în muntele Pardo, aproape de Madrid, numit Torre de la Parada. Acest pavilion a fost transformat ulterior într-un muzeu de artă cu o serie lungă a Metamorfozelor lui Ovidiu, pictate de Rubens. Acest pavilion era rezervat exclusiv Curții și nimeni altcineva nu avea acces la el. A devenit una dintre cele mai importante colecții pe tema mitologiei și pe tema varietății nudurilor.
Velázquez a pictat alte două lucrări pentru această locație pe tema vânătorii: El cardenal infante don Fernando de Austria cazador și Felipe IV cazador. Cele trei lucrări au ceva în comun: un format lung, personajul prezentat pe trei sferturi, arma de vânătoare în mână și protagoniștii sunt îmbrăcați în haine de vânătoare. Se știe că pictorul a creat multe alte lucrări pe acest subiect, dar niciuna dintre ele nu se află în Spania.

## Descriere
Prințul este îmbrăcat în haine adecvate pentru acest sport. O mantie întunecată cu mâneci, pantaloni de călărie largi, o bluză brodată gri, un guler din dantelă, cizme înalte până la genunchi și o pușcă de dimensiunea corespunzătoare pentru un copil.
În tablou există doi câini, care nu lipsesc niciodată de la scena de vânătoare. Unul dintre aceștia este foarte mare, atât de mare încât pictorul a decis să-l reprezinte dormind, astfel încât să nu distrugă persoana prințului; are urechi mari și capul este întins pe pământ. Celălalt este un câine mic care este parțial ieșit din tablou, de un galben de culoarea scorțișoarei cu ochi vioi, al cărui cap ajunge la înălțimea mâinii copilului.
Peisajul este reprezentat de prezența unui stejar care însoțește personajul. Se poate observa pădurea Pardo și în fundal munții albaștri ai Madridului, în depărtare. Cerul este cenușiu, parcă ar fi o zi de toamnă și este plin de nori.